# Idade do Ferro pré-romana

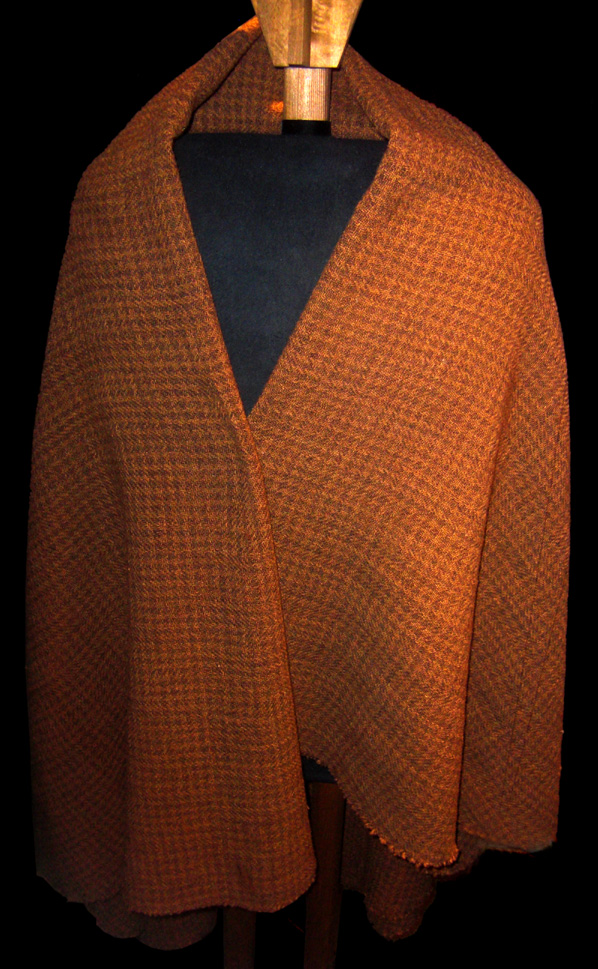
Cópia da Manta de Gerum, encontrada na Suécia, datada de 400-

A Idade do Ferro pré-romana (em sueco: Förromersk järnålder) é um período arqueológico da Escandinávia decorrido aproximadamente nos anos 500-1 a.C.. O período – também chamado de Idade do Ferro céltica – marca o início da Idade do Ferro na Escandinávia, sucedendo à Idade do Bronze e precedendo a Idade do Ferro romana. A dominância dos Celtas na Europa Continental atingiu a vida dos países nórdicos, influenciados pela Cultura de La Tène. O clima tornou-se mais frio e húmido, obrigando as populações locais a fazer modificações no seu modo de vida. A criação de gado teve um avanço tecnológico e os objetos de ferro substituem os objetos de bronze. Nos campos funerários aparecem com maior frequência vestígios de cremação.